# Вільшаник-2
Вільшаник-2 — ботанічна пам'ятка природи місцевого значення. Об'єкт розташований на території Ковельського району Волинської області, на північ від с. Дубове.
Площа — 2,5 га, статус отриманий у 1993 році за розпорядженням Волинської обласної ради народних депутатів від 03.03.1993 № 18-р «Про утворення нових заповідних формувань на базі цінних природних об'єктів і територій в області». Перебуває у віданні філії «Ковельське лісове господарство», Ковельське лісництво, квартал 51, виділ 50.
Охороняється ділянка лісових насаджень віком близько 75 років, де зростають вільха чорна (Alnus glutinosa),   береза повисла (Betula pendula), у трав'яному покриві -  чорниця (Vaccinium myrtillus) та лохина (Vaccinium uliginosum).

## Галерея

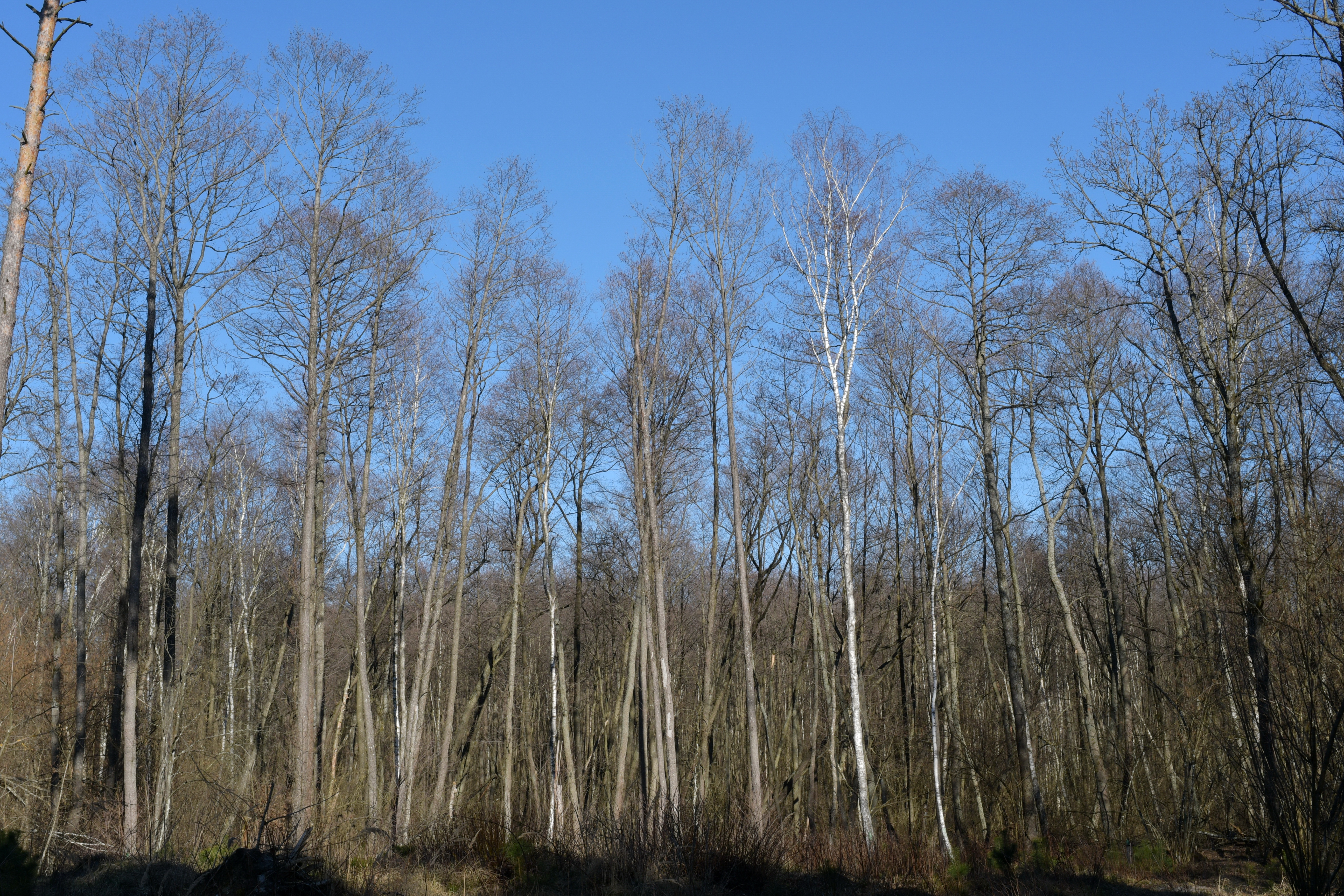
Вигляд із заходу
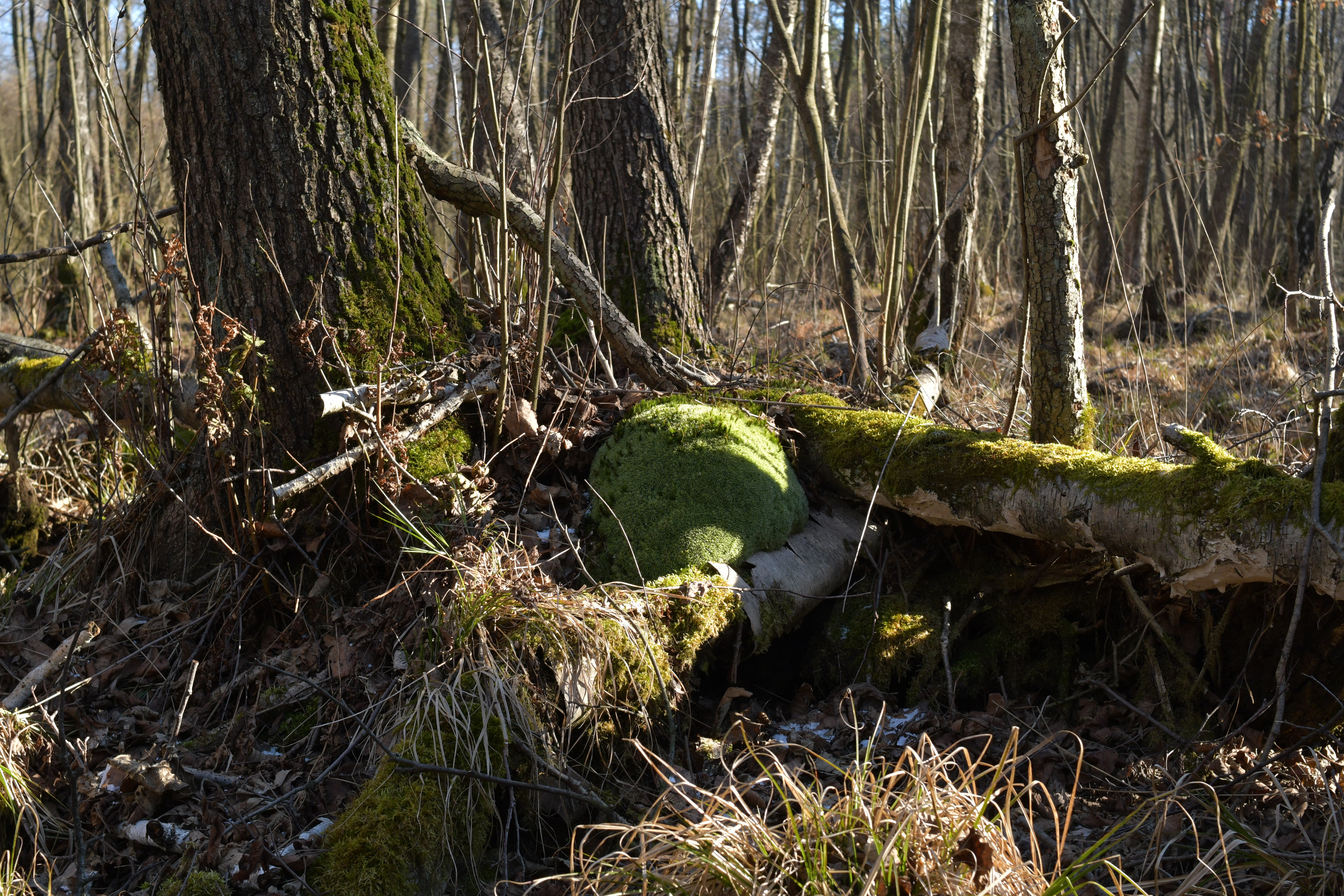
Сфагнум
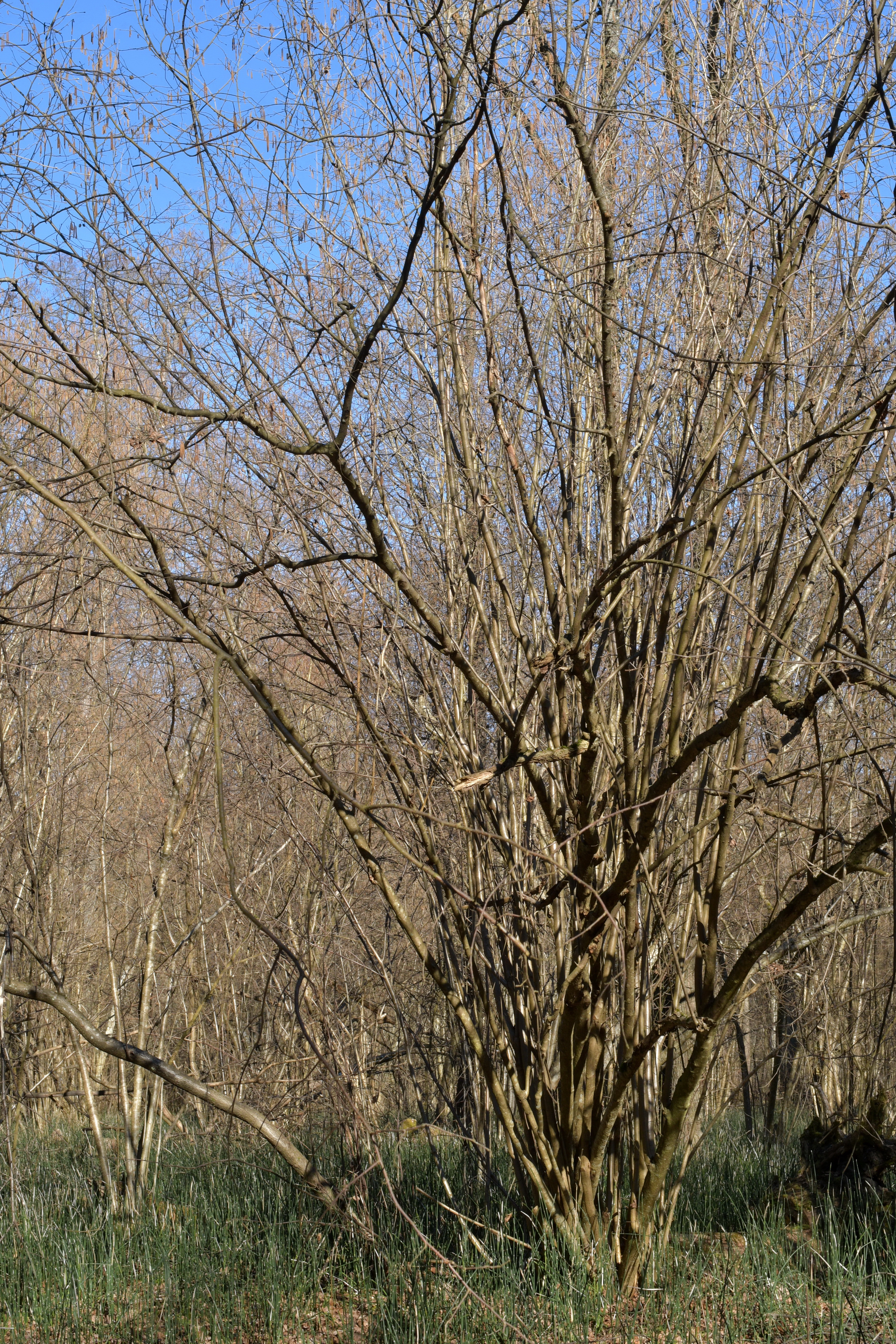
Молоді дерева
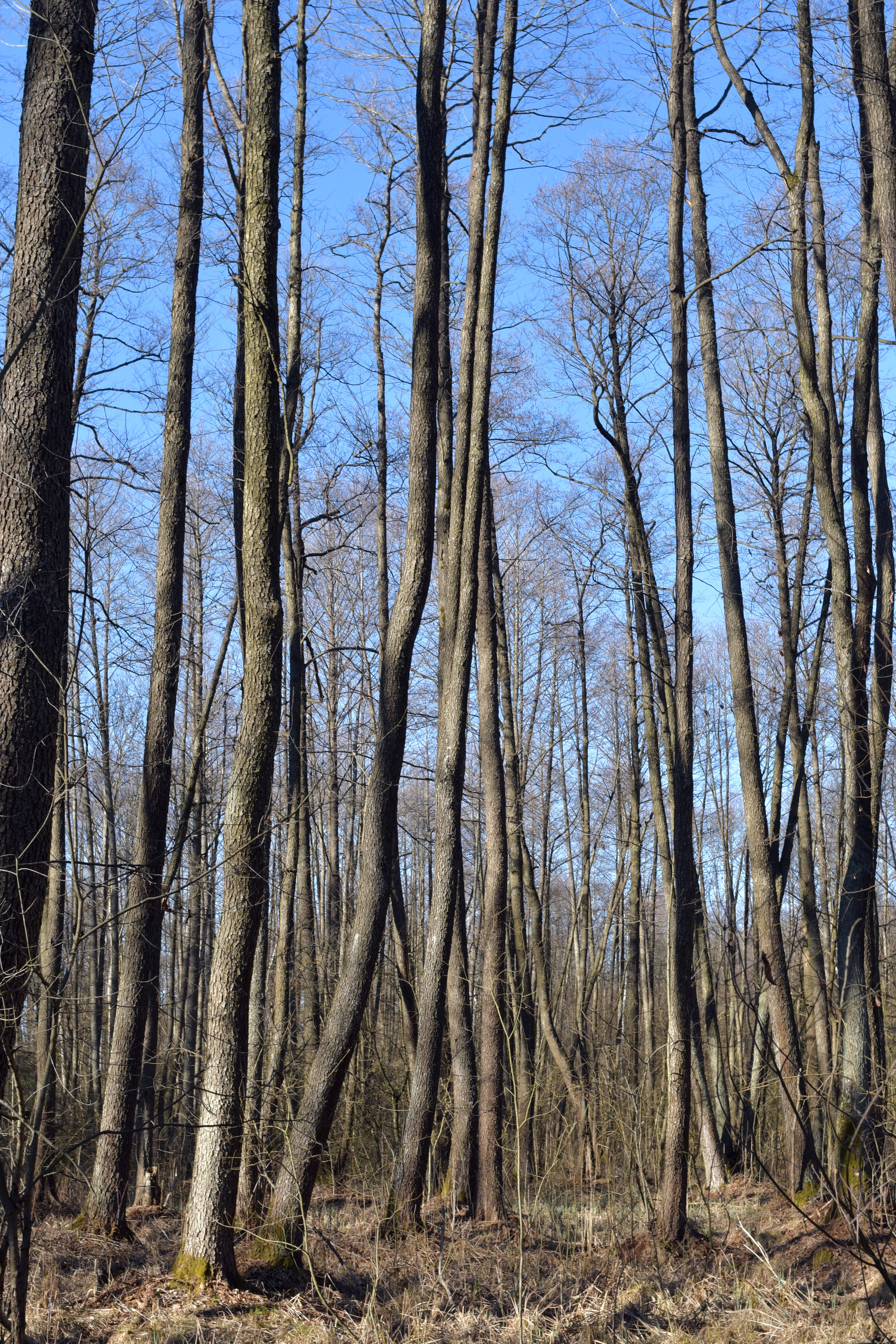
Вигляд центральної частини